# Korsholms kyrkoruin
S:ta Maria kyrka är i dag en kyrkoruin i stadsdelen Gamla Vasa i Vasa stad, Finland. Kyrkan uppfördes troligen mellan 1500-1520 och helgades åt jungfru Maria. Vid övergången till lutherdomen döptes kyrkan om till Sofia Albertina kyrka. Kyrkan utvidgades i flera etapper, bland annat 1649, för att fylla den växande stadens behov. I mitten av 1700-talet utvidgades kyrkan till en korskyrka. Den plundrades under Stora ofreden. 
Kyrkan skadades svårt i stadsbranden som ödelade Vasa den 3 augusti 1852. Skadorna bedömdes vara så stora att man inte vågade bygga upp kyrkan igen. Kyrkan hade en stor orgel som förstördes i branden.
Strax innan stadens brand hade altartavlan flyttats undan och räddades. Den finns i dag i Korsholms kyrka. Altaruppsatsen och predikstolen hade på 1840-talet flyttats till Replots kyrka och bevarades därför också. Tegel från valven och tornet användes för att bygga klockstapeln vid den gamla hovrätten, som omvandlades till Korsholms kyrka. Intill kyrkoruinen ligger också grunden av den före detta trivialskolan, nedersta våningarna av den före detta klockstapeln och det före detta stortorget. Området är i folkmun känt som "Gamla Vasa ruiner".